# Walter Escobar
Walter Paulo Escobar Ramos (* 26. Januar 1949 in Lima, Peru; † 9. Oktober 2016 ebenda) war ein peruanischer Fußballspieler. Er spielte als linker Verteidiger in verschiedenen peruanischen Vereinen und war dreimal nationaler Meister.
Walter Escobar wurde im Bezirk Rimac geboren und war im Jahr 1976 Meister mit Unión Huaral, nachdem er im Nationalstadion gegen den Sport Boys Club das Siegtor nach einem Freistoß geschossen hatte. Nach einer langen Krankheit starb Escobar im Alter von 67 Jahren. Der beliebte „Chueco“, wie er genannt wurde, der sich mit Héctor Chumpitaz und Julio Melendez für die Weltmeisterschaft 1978 in Argentinien qualifizierte, konnte schon lange nicht mehr laufen, da seine Beine aufgrund der Infiltrationen, die er als Spieler hatte, deformiert waren.

## Stationen als Spieler
| Fußballverein               | Land | Aktive Zeit |
| --------------------------- | ---- | ----------- |
| León de Huánuco             | Peru | 1967        |
| Centro Iqueño               | Peru | 1968        |
| Atlético Deportivo Olímpico | Peru | 1969-1971   |
| Club Atlético Defensor Lima | Peru | 1972-1973   |
| Club Sport Unión Huaral     | Peru | 1974-1977   |
| Club Alianza Lima           | Peru | 1978        |
| Club Atlético Chalaco       | Peru | 1979-1980   |
| Universitario de Deportes   | Peru | 1981        |
| AD Tarma                    | Peru | 1982-1983   |
| Huancayo Sporting Club      | Peru | 1984        |
| Club Deportivo Pucallpa     | Peru | 1985        |